# Notker le Bègue
Pour les articles homonymes, voir Notker.
Notker le Bègue (en latin Notker Balbulus), ou Notker de Saint-Gall, né vers 840, mort le 6 avril 912, est un moine de l'abbaye bénédictine de Saint-Gall, musicien, écrivain, poète, surtout connu pour ses travaux musicaux, et également considéré comme l'auteur des Gesta Karoli Magni, recueil d'anecdotes sur la vie de Charlemagne dont certaines bénéficient encore d'une assez grande notoriété.

## Biographie
Notker est issu d'une famille aisée de la région de Saint-Gall, probablement de Jonschwil, sur la Thur, au sud de Wil (Elgg est évoqué par d'autres sources[Lesquelles ?]). Il étudie à l'école monastique de Saint-Gall, où enseignent Iso de Saint-Gall (de) († 871) et Moengall (ancien abbé de Bangor), dont il commente les textes. Il y devient l'ami de Tutilo.
Devenu moine à Saint-Gall, il y acquiert une renommée comme professeur. Il est également cité comme bibliothécaire en 890 et comme maître d'hôtes de 892 à 894.
Ekkehard IV, biographe des moines de Saint-Gall, fait son éloge et le dit : « délicat de corps mais pas d'esprit, hésitant par la langue mais pas par l'esprit, avançant avec courage dans les domaines du divin, instrument du Saint Esprit sans égal en son temps ».
Il rédige son œuvre littéraire essentiellement entre 880 et 888.
Il meurt en 912.
Il est béatifié en 1512 par le pape Jules II.

## Œuvres

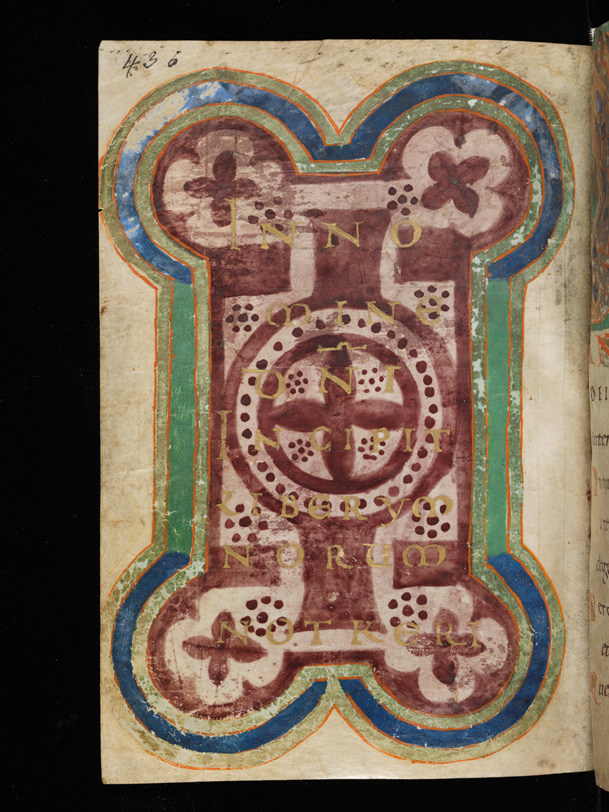
Liber ymnorum dans le manuscrit Einsiedeln 121 (vers 960 - 970), à partir de ce folio 436 : « IN NOMINE DOMINI INCIPIT LIBER YMNORUM NOTKERI ».

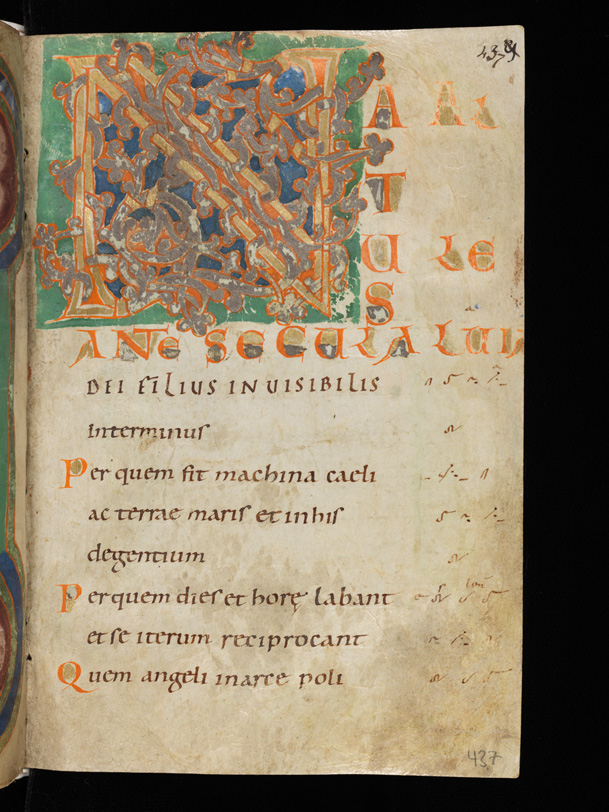
Même document, folio 437 : séquence Natus ante sæcula et alleluia.

Notker est surtout connu pour ses travaux musicaux réunis en un Liber Ymnorum (c'est-à-dire Liber hymnorum : « Livre des hymnes ») : en fait, tropes et séquences, à l'origine desquels étaient des poèmes de nature mnémotechnique, servant à retenir la succession des notes chantées, dans le chant grégorien, lorsque celui-ci présente un mélisme (une vocalise), notamment celle de l'Alleluia. L'hymne Media Vita lui fut ainsi attribuée de façon erronée à la fin du Moyen Âge.
Ekkehard IV parle de cinquante séquences dont Notker serait l'auteur. Il doit à cela d'avoir été longtemps considéré comme l'inventeur de la séquence, nouveauté de la liturgie religieuse de son temps, mais cette théorie a été depuis remise en cause, bien qu'il ait introduit le genre en Germanie. Une coutume (probablement d'origine para-liturgique ou profane) consistait en particulier, à prolonger, dans la Messe avant l'Évangile, la vocalise finale de l'Alleluia, le jubilus, appelé aussi, en français, "jubilation". Notker apprit (pour seconder une mémoire déficiente comme la sienne nous annonce-t-il) à faire correspondre les syllabes d'un texte en latin aux notes constituant ce développement. Cela devint d'abord « Séquence d'Alleluia » (« Ce qui suit l'Alleluia ») mais s'appliqua ensuite à toutes sortes de prières chantées. Vers 884, Notker dédia un recueil de telles pièces à l'évêque Liutward de Verceil, en lui précisant le motif de sa composition de séquences dans la préface.

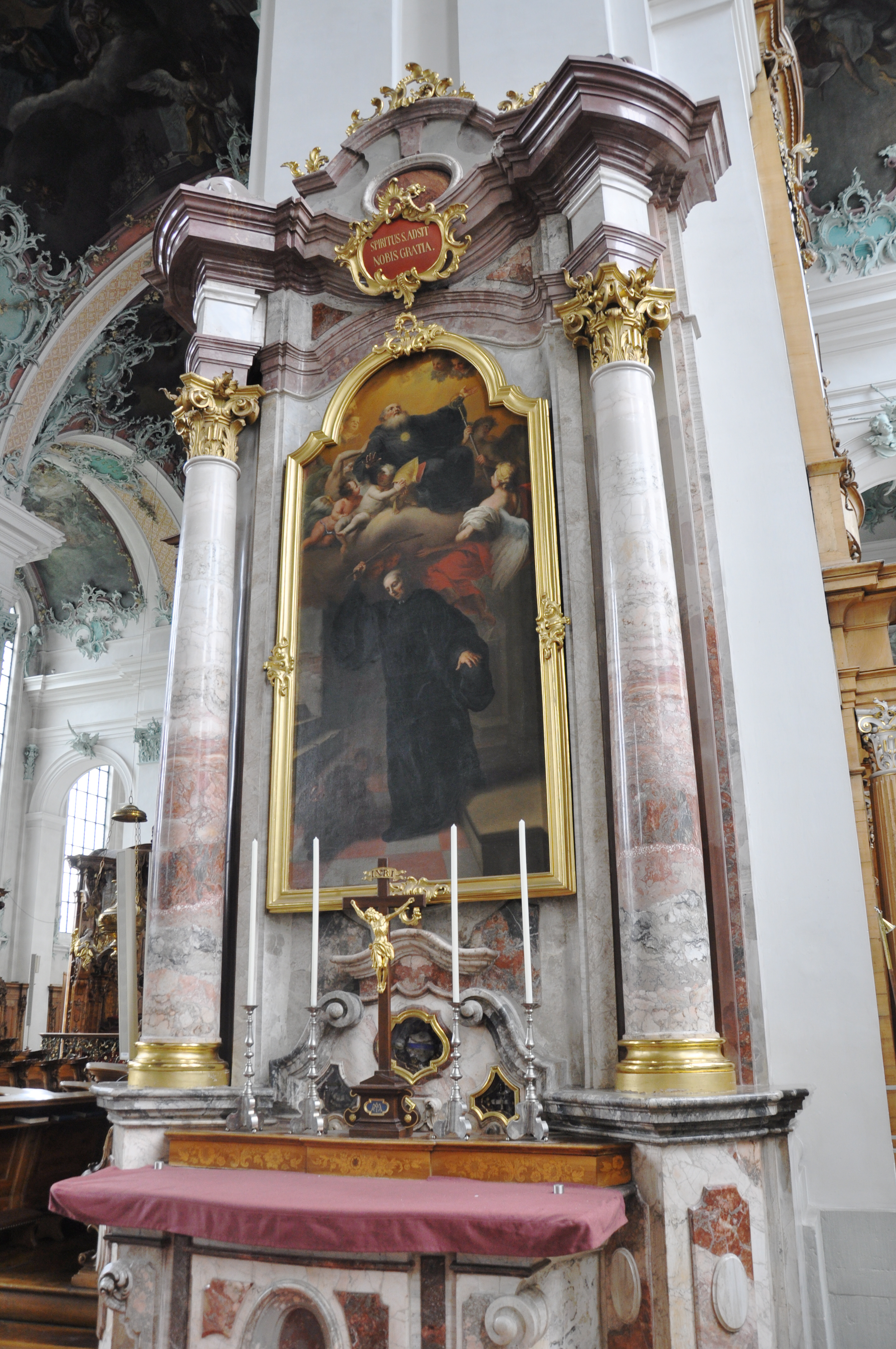
Autel consacré à Notker à l'abbaye de Saint-Gall.

Il complète également le Fragment d'Erchanbert, et laisse un martyrologe, une Vita sancti Galli (Vie de saint Gall en forme de prosimetrum (qui fait donc alterner passages en prose et passages versifiés), ainsi qu'une Notatio de viris illustribus (« Écrits sur les hommes illustres », sorte d'introduction à la littérature théologique) et divers opuscules.
On lui attribue désormais la Vie de Charlemagne (Gesta Karoli Magni), dédiée à Charles le Gros, dont l'auteur se désigne comme  "moine de Saint-Gall" (Monachus Sangallensis). Quelques autres indications que donne l'auteur sur lui-même rendent vraisemblable l'attribution de l'œuvre à Notker. Il s'agit en réalité d'un recueil d'anecdotes, conservé de manière incomplète, et qui reflète une vision idéalisée de Charles, hagiographique plus qu'historique. L'ouvrage comprend une introduction et deux livres : le premier rassemble 22 anecdotes sur la piété de Charlemagne, le second 10 anecdotes sur des opérations militaires. Un troisième livre annoncé sur la vie privée de l'empereur n'a pas été écrit ou n'a pas été conservé.

## Éditions de ses écrits
- Gesta Karoli Magni, édition de Hans F. Haefele in Monumenta Germaniae Historica, Scriptores rerum germanicarum, Nova series, XII, Berlin, 1959 (consultable sur Digital MGH)
- Opera Omnia, édition de Jacques Paul Migne dans Patrologie Latine, t. 131 (extraits)